# Thailand Open 2011
Die Thailand Open 2011 im Badminton fanden in Bangkok vom 7. bis 12. Juni 2011 statt.

## Austragungsort
- CU Sport Complex

## Sieger und Platzierte
| Disziplin    | Gold                       | Silber                         | Bronze                          |
| ------------ | -------------------------- | ------------------------------ | ------------------------------- |
| Herreneinzel | Chen Long                  | Lee Hyun-il                    | Chen Jin                        |
| Herreneinzel | Chen Long                  | Lee Hyun-il                    | Park Sung-hwan                  |
| Dameneinzel  | Li Xuerui                  | Jiang Yanjiao                  | Porntip Buranaprasertsuk        |
| Dameneinzel  | Li Xuerui                  | Jiang Yanjiao                  | Cheng Shao-chieh                |
| Herrendoppel | Jung Jae-sung Lee Yong-dae | Alvent Yulianto Hendra Gunawan | Howard Bach Tony Gunawan        |
| Herrendoppel | Jung Jae-sung Lee Yong-dae | Alvent Yulianto Hendra Gunawan | Ko Sung-hyun Yoo Yeon-seong     |
| Damendoppel  | Tian Qing Zhao Yunlei      | Cheng Shu Bao Yixin            | Poon Lok Yan Tse Ying Suet      |
| Damendoppel  | Tian Qing Zhao Yunlei      | Cheng Shu Bao Yixin            | Vivian Hoo Kah Mun Woon Khe Wei |
| Mixed        | Lee Sheng-mu Chien Yu-chin | Nova Widianto Vita Marissa     | Shin Baek-cheol Kim Min-jung    |
| Mixed        | Lee Sheng-mu Chien Yu-chin | Nova Widianto Vita Marissa     | Xu Chen Ma Jin                  |

## Finalergebnisse
| Disziplin    | Sieger                     | Finalist                       | Ergebnis            |
| ------------ | -------------------------- | ------------------------------ | ------------------- |
| Herreneinzel | Chen Long                  | Lee Hyun-il                    | 21–8, 21–19         |
| Dameneinzel  | Li Xuerui                  | Jiang Yanjiao                  | 14–21, 21–14, 21–14 |
| Herrendoppel | Jung Jae-sung Lee Yong-dae | Alvent Yulianto Hendra Gunawan | 24–22, 21–14        |
| Damendoppel  | Tian Qing Zhao Yunlei      | Cheng Shu Bao Yixin            | 21–7, 21–8          |
| Mixed        | Lee Sheng-mu Chien Yu-chin | Nova Widianto Vita Marissa     | 21–10, 23–21        |